# Astura (fiume)
Il fiume Astura è un corso d'acqua che scorre nel Lazio meridionale, nei pressi dell'Agro Pontino.

## Bacino idrografico
Il fiume, lungo circa 18 chilometri, che scorre interamente all'interno dei territori comunali Aprilia, Latina e Nettuno, ha un bacino idrografico di circa 385 chilometri quadrati.

## Storia
Anticamente il fiume traeva origine da numerosi corsi d'acqua che scendevano dal versante meridionale dei Colli Albani; in seguito alla bonifica dell'Agro Pontino, negli anni 1920-1930 tali fossi furono deviati e raccolti in un canale artificiale (Canale delle Acque Alte, già Canale Mussolini) che da allora intercetta tutti i rami sorgivi dell'antico Astura attraverso un allacciante.
L'Astura, che nel suo corso originario raggiungeva Campoverde, Satrico e un villaggio che portava lo stesso nome del fiume, è ricordato da Tito Livio (Ab Urbe condita libri, VIII, 13) e da Plinio il Vecchio (Naturalis historia, III, 57).